# Joost van der Westhuizen
Joost van der Westhuizen (20. února 1971, Pretoria – 6. února 2017) je bývalý jihoafrický ragbista, který hrál jako mlýnová spojka. V roce 2015 byl jmenován do Světové síně slávy ragby. Je považován za jednu z nejlepších mlýnových spojek na světě.
Na MS 1995 se stal s jihoafrickou reprezentací mistrem světa, v roce 1998 vyhrál Tri Nations a na MS 1999 získal 3. místo. Za JAR odehrál 89 zápasů a připsal si 38 pětek. Se sedmičkovou reprezentací skončil druhý na MS 1997, kde byl kapitánem. Stal se prvním Jihoafričanem, co byl kapitánem patnáctkové i sedmičkové reprezentace.
S klubem Blue Bulls vyhrál v roce 1998 a 2002 jihoafrickou ligu. Od roku 1993 do roku 2003 hrál na klubové úrovni pouze za tento tým.
Po konci kariéry byl do roku 2009 televizním komentátorem. Byl vyhozen za video, kde byl natočen, jak podvádí svou ženu a šňupe bílý prášek. Ve své biografii se za tuto událost omluvil. V roce 2011 onemocněl amyotrofickou laterální sklerózou. První náznaky nemoci měl už ke konci roku 2008, nicméně to přičítal zranění z ragby. Zemřel ve věku 45 let doma v Johannesburgu.